# Бурекас
Бурек (тур. börek), бурекас (ивр. בּוּרֵקָס‎) — вид несладкой выпечки турецкого происхождения, популярный в странах бывшей Османской империи и соседних с ними. Похож на русские пирожки, но делается обычно из слоёного теста и выпекается всегда в печи. Этот вид выпечки носит название «бурекас» в Израиле, где он особенно популярен. В других соседних странах, испытавших османское влияние (балканские страны, Молдавия, Армения) бурек называется «бюрек», «бурка», «бёрек», «бурег». От турецкого бурека происходит популярный в России крымскотатарский чебурек. Представляет собой слоёное тесто закрученное в круг с начинкой из фарша (свиного либо куриного) и сыра, тесто посыпанное кунжутом.  
В Израиле самое распространённое тесто для бурекас — филло и филас, хотя зачастую его делают и из листового теста. Бурекасы с сырной (солёные сыры, рикотта, кашкавал), овощной (картофель, шпинат) или грибной начинкой в закусочных иногда подают с йогуртом, чаще — с крутым яйцом, томатным соусом или солёными огурчиками. Интересной особенностью является форма бурекаса. В Израиле она стандартная для каждого вида начинки. Прямоугольный — с картофелем, полукруг — с сыром качокавалло, равнобедренный треугольник — с сыром фета, равносторонний треугольник — с грибами, круглый — со шпинатом и другими начинками.
В Греции и на Кипре бурек готовят из филло и начиняют рубленым мясом, овощами или сыром, в частности фетой. Особый тип бурека готовят в уезде Ханья на острове Крит: бурек начиняют рублеными баклажанами, нарезанным картофелем, сыром мизифра, мятой. Иногда начинку покрывают толстым слоем теста филло или не покрывают вообще. «Галактобуреко-десерт» — греческий вид сладкого бурека с кремом со вкусом лимона и пропитанный сиропом, похожий на марципан.

## Галерея

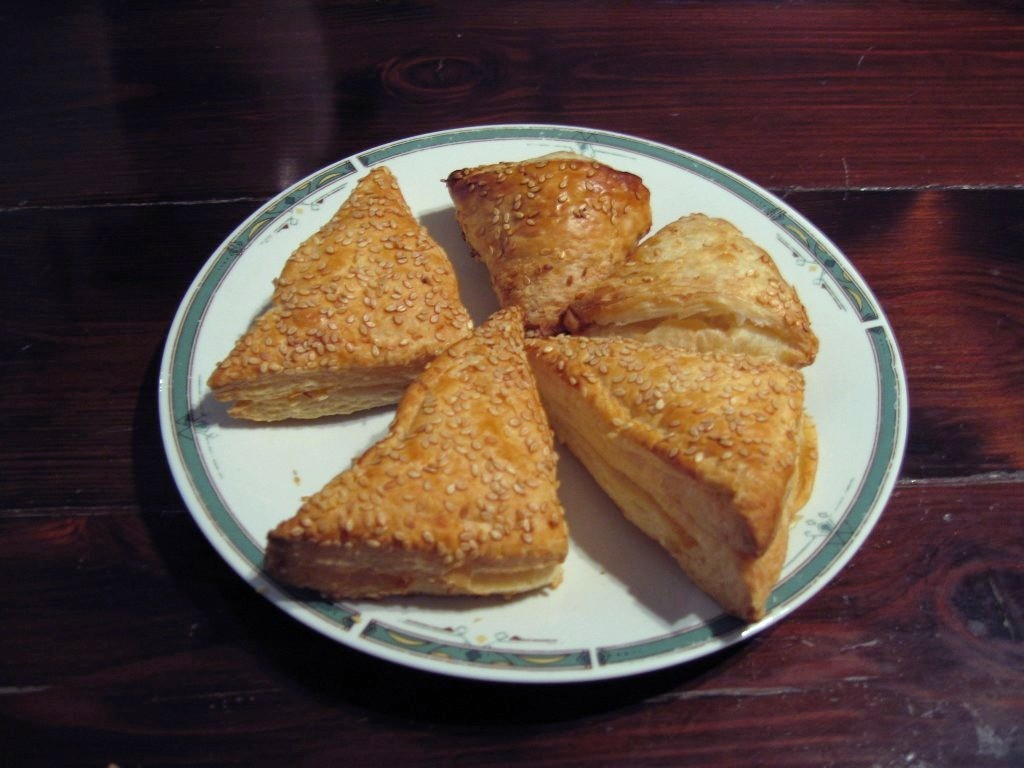
Треугольные бурекас с сыром фета
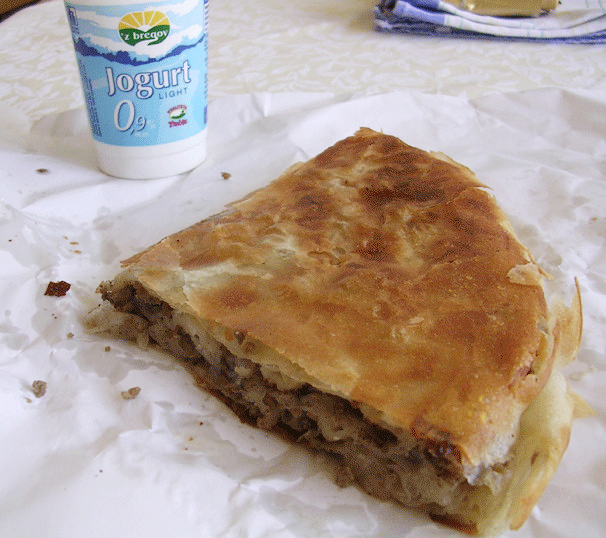
Сербский бурек с мясом
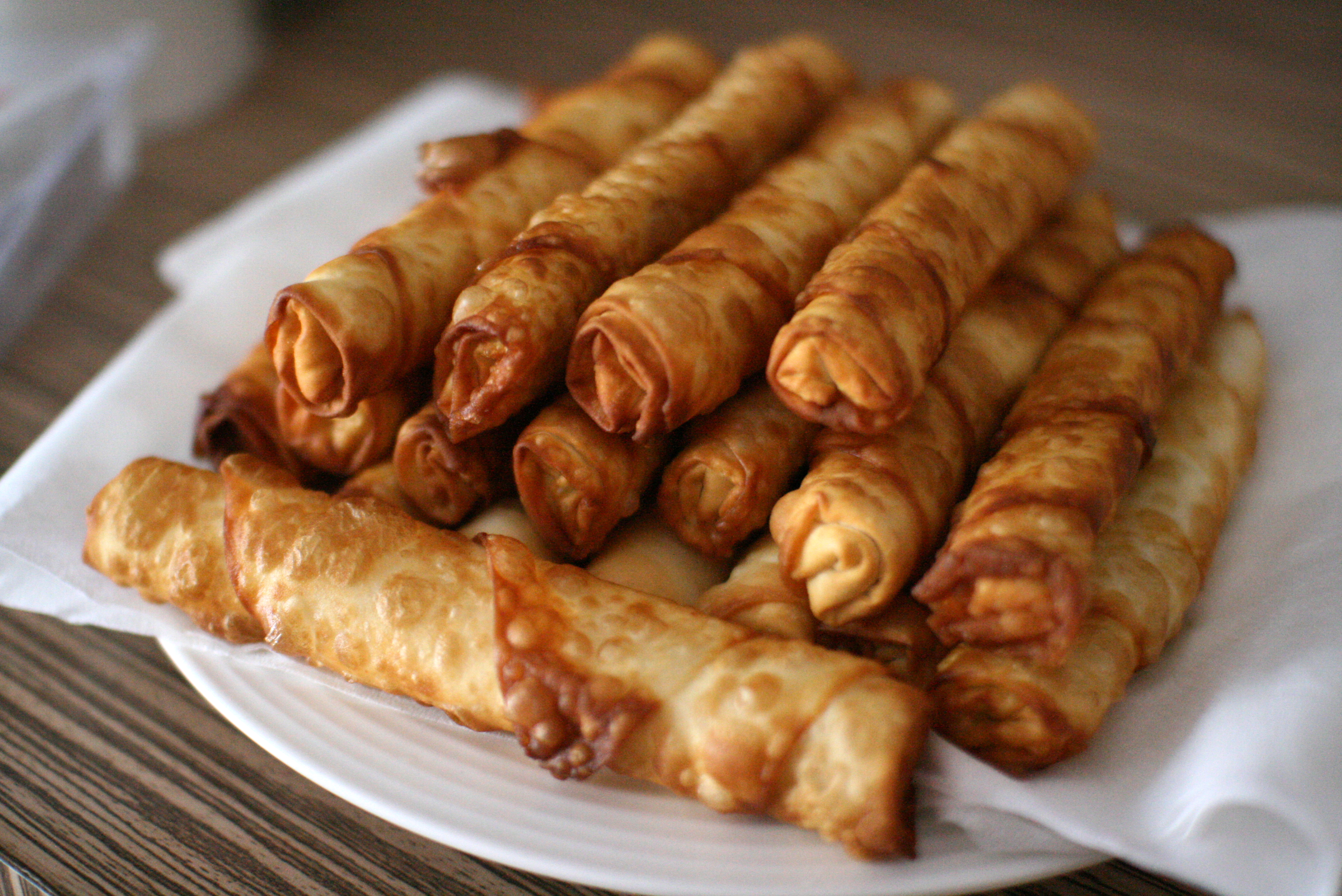
Буреки в виде сигар (kalem böreği)